# 1843
Het jaar 1843 is het 43e jaar in de 19e eeuw volgens de christelijke jaartelling.

## Gebeurtenissen
januari
- 1 - Instorten van toren van de Ned. Herv. Kerk te Zaandam. 8 mensen worden gedood door het puin.[1]

februari
- 8 - Guadeloupe wordt getroffen door een zware aardbeving. Er vallen 1500 doden en 5000 gewonden. Vele overlevenden zijn dakloos geworden.

maart
- 25 - De Thames Tunnel in Londen wordt geopend, 's werelds eerste tunnel onder water.

april
- 13 - De Siamese tweeling Chang & Eng Bunker trouwt in Noord-Carolina met de zusjes Yeats uit die staat.

mei
- 4 - Spoorwegongeval nabij Gingelom op de spoorlijn tussen Luik en Brussel. 5 doden.
- 12 - De Britten bezetten en annexeren de Boeren-republiek Natalia.
- 22 - Begin van de "Oregon fever" in de Verenigde Staten. Massaal gaan kolonisten in hun huifkarren op pad om langs de Oregon Trail naar Oregon Country te trekken.

juni
- 1 - In de Chauve à Rocmijn bij Marchienne-au-Pont vallen 7 slachtoffers door mijngas.
- 2 - Bij Blauwkapel (Utrecht) en Loevenhout (Overvecht slaan twee meteorietfragmenten in.
- 7 - Door een overeenkomst te sluiten met de vorst van Bali die over Lombok het gezag uitoefent, verkrijgt het Nederlandse gouvernement voor het eerst ook nominaal gezag over dat eiland en enige greep op de welig tierende smokkel in opium. Toch duurt het nog tot 1894 voordat Nederland werkelijk gezag en economische voorrechten verwerft.

juli
- 21 - In Antwerpen wordt de dierentuin de Zoo geopend. Tevens vindt de officiële oprichting plaats van de Koninklijke Maatschappij voor Dierkunde Antwerpen.

augustus
- 8 - Ondertekening van het verdrag van Maastricht, waarin de grens tussen Nederland en het onafhankelijke België wordt vastgesteld.
- ZLM, Zeeuwsche Landbouw Maatschappij ('Maatschappij tot bevordering van landbouw en veeteelt in Zeeland') in 1843 opgericht als een van de eerste landbouworganisaties in Nederland.

september
- 2 De Schotse hoedenfabrikant James Wilson brengt het blad The Economist op de markt om deel te nemen aan de strijd tegen de graanwetten.

oktober
- 13 - Veerramp op de Merwede. De veerboot tussen Hardinxveld en Werkendam zinkt, waarbij 14 doden vallen.[2]
- 22 - Het schip Wemelina Kranenborg vergaat bij Terschelling. Van de 8 bemanningsleden worden er 3 gered.

november
- 15 - In de Sainte-Marie de la Réunionmijn bij Mont-sur-Marchienne komen bij een ongeluk 6 mensen om het leven.
- 28 - Het Verenigd Koninkrijk en Frankrijk erkennen de onafhankelijkheid van het koninkrijk Hawaii.

december
- 10 - Nederland sluit een handels- en scheepvaartverdrag met Griekenland.
- 28 - Eerste treinrit over de Rhijnspoorweg van Amsterdam Weesperpoort naar Utrecht. Het feestprogramma is aangepast wegens het overlijden van ex-koning Willem I, die de aanleg zeer heeft bevorderd. De officiële opening was op 6 december.

zonder datum
- In het Osmaanse rijk worden door de Koerdische stamleider Bedirxan Beg bij bloedbaden minstens 10.000 christelijke Armeniërs en Nestorianen (een christelijke geloofsgemeenschap) in Asita (Hosut) vermoord. Vrouwen en kinderen worden deels als slaven verkocht.

## Muziek
- 2 maart: Eerste uitvoering van Symfonie nr. 1 van Niels Gade
- december: Eerste uitvoeringen van Vioolsonate van Niels Gade

## Beeldende kunst

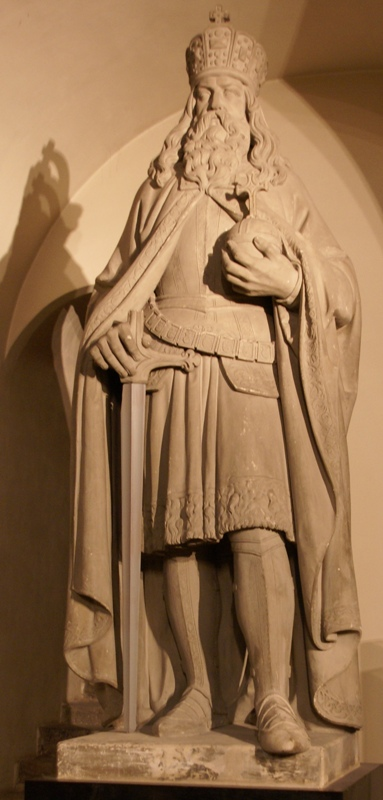
Karel de Grote (1843) Willem Geefs, Sint-Servaasbasiliek, Maastricht
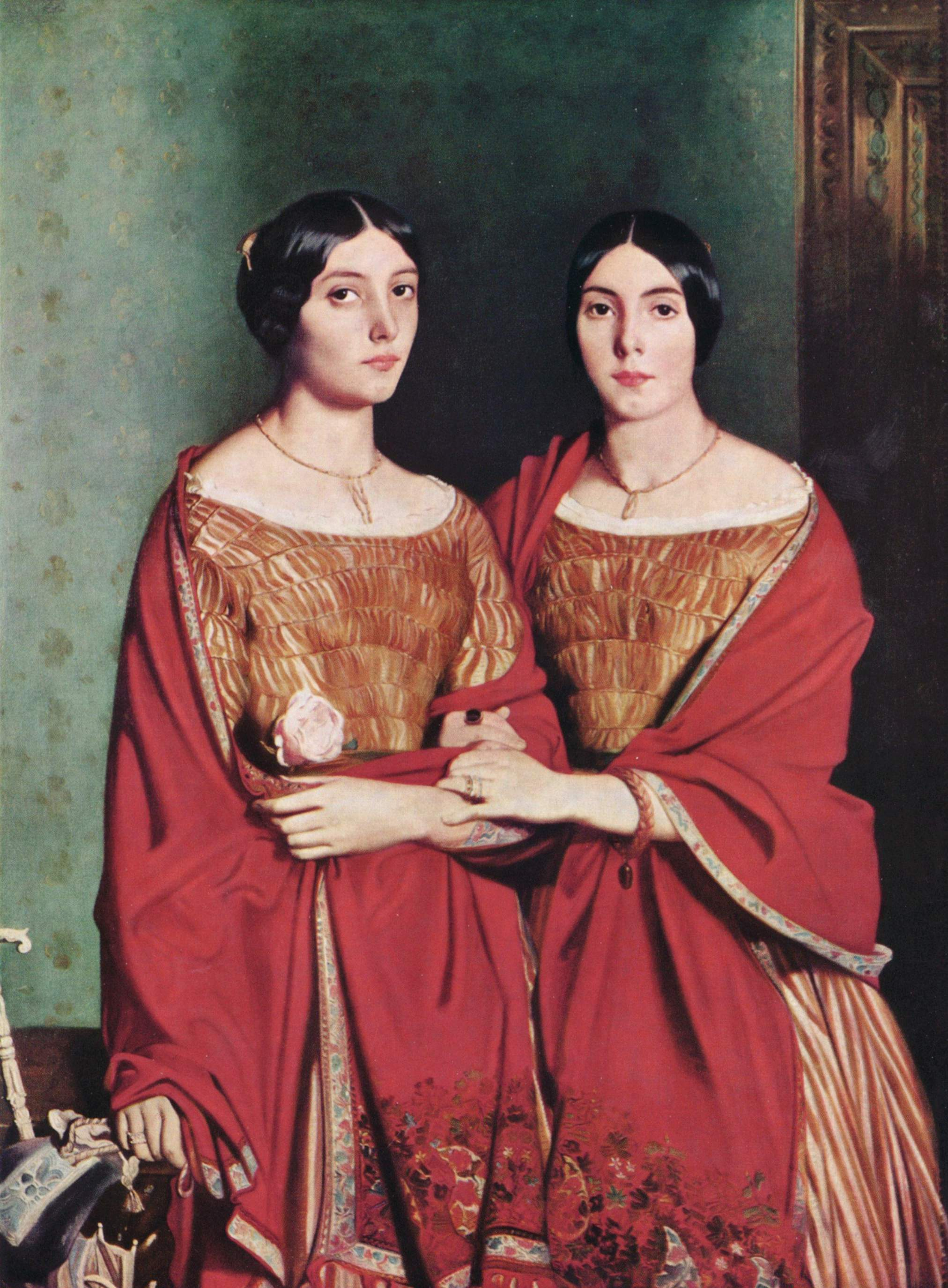
Les Deux Soeurs (1843) Théodore Chassériau, Louvre

## Bouwkunst
- Het in neo-klassieke stijl gebouwde station Den Haag Hollands Spoor, gebouwd naar ontwerp van de architect Dirk Margadant is gereed gekomen, aanvankelijk als eindpunt van de lijn van Amsterdam, via Leiden naar Den Haag.

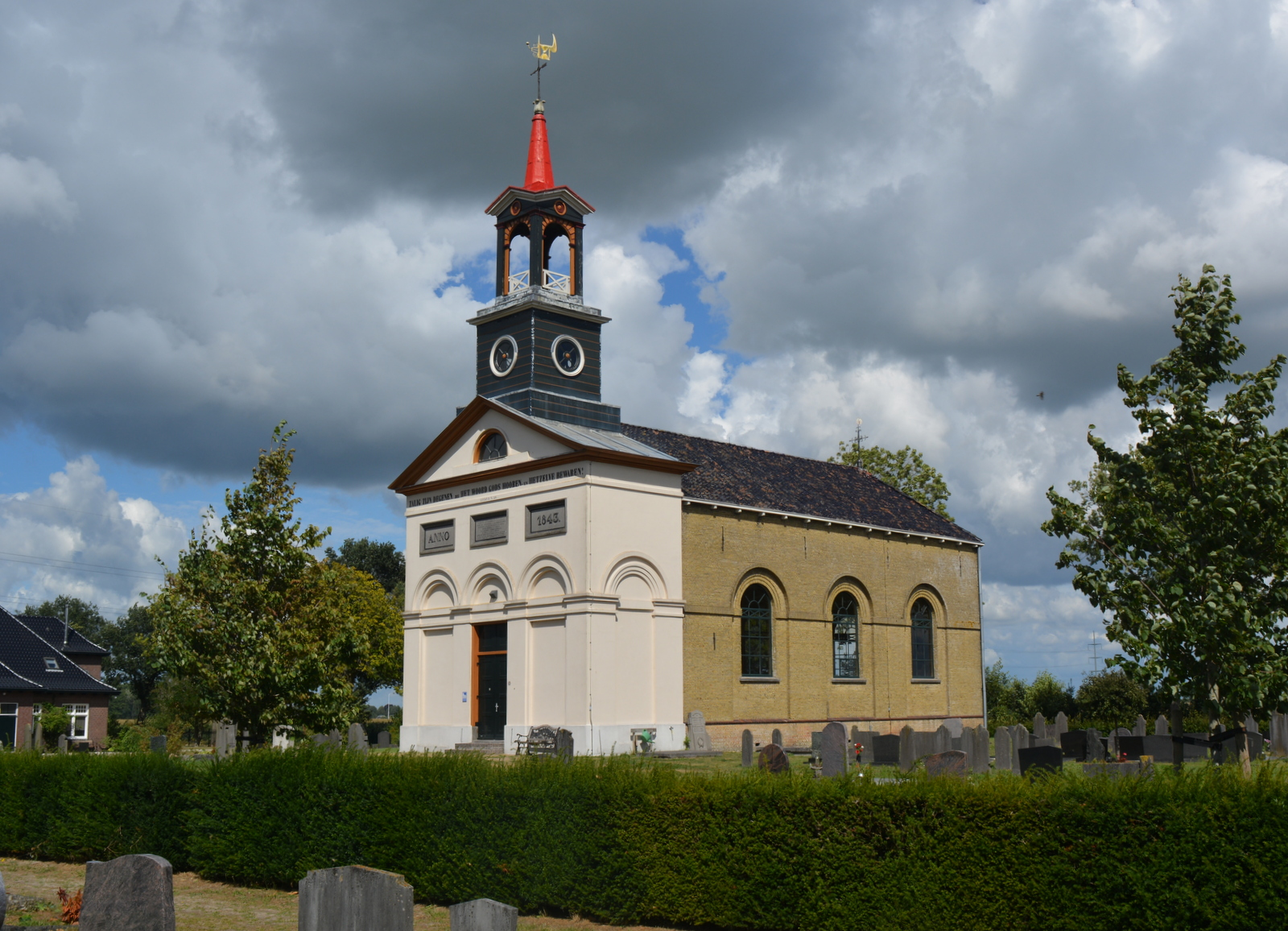
Terbantster Tsjerke Terband, Friesland (1843)

## Uitgevonden
- De telegraaf.
- Basis gelegd voor de brandstofcel.
- John Callcott Horsley maakt de eerste kerstkaart.

## Geboren
januari
- 10 - Jose de Luzuriaga, Filipijns rechter, suikerplantagehouder en revolutionair (overleden 1921)
- 11 - C.Y. O'Connor, Iers ingenieur en ontwerper van belangrijke projecten in West-Australië (overleden 1902)
- 29 - William McKinley, 25ste president van de Verenigde Staten (overleden 1901)

februari
- 19 - Théophile Seyrig, Belgisch ingenieur (overleden 1923)

maart
- 5 - Johan Adriaan Heuff, Nederlands schrijver (overleden 1910)
- 14 - Leo Dehon, Frans rooms-katholiek priester; stichter van de priestercongregatie s.c.j. (overleden 1925)
- 20 - Ambrosio Flores, Filipijns generaal en politicus (overleden 1912)

april
- 4 - Hans Richter (dirigent), Oostenrijks dirigent (overleden 1916)
- 10 - Geertruida Carelsen, Nederlands schrijfster (overleden 1938)
- 15 - Henry James, Amerikaans romanschrijver (overleden 1916)

mei
- 2 - Albéric Goethals, Belgisch ondernemer en fotograaf (overleden 1897)
- 10 - George Arnold Escher, Nederlands waterbouwkundig ingenieur en vader van graficus M.C. Escher (overleden 1939)
- 15 - John Kruesi, Amerikaans uitvinder (overleden 1899)

juni
- 3 - Frederik VIII, koning van Denemarken (overleden 1912)
- 15 - Edvard Grieg, Noors componist (overleden 1907)
- 23 - Otto Kuntze, Duits botanicus (overleden 1907)

augustus
- 17 - Mariano Rampolla del Tindaro, Italiaans kardinaal (overleden 1913)

oktober
- 9 - Christian Christiansen, Deens natuurkundige (overleden 1917)
- 23 - Johannes Jacobus van Bakkenes, Nederlands burgemeester (overleden 1894)

november
- 27 - Elizabeth Stride, derde canonieke slachtoffer Jack the Ripper (overleden 1888)

december
- 11 - Robert Koch, Duits mede-grondlegger van de bacteriologie (overleden 1910)
- 24 - Lydia Koidula, Estisch dichteres (overleden 1886)

## Overleden
maart
- 16 - Anton Reinhard Falck (65), Nederlands politicus
- 21 - Guadalupe Victoria (56), Mexicaans onafhankelijkheidsstrijder en eerste president van Mexico
- 21 - Robert Southey, Engels dichter

april
- 8 - Georgiana Molloy (37), Britse pionierster en botanicus in West-Australië

juni
- 4 - Ippolito Rosellini (42), Italiaans egyptoloog

juli
- 2 - Samuel Hahnemann (88), Duits arts en homeopaat

november
- 11 - Thomas Braidwood Wilson (circa 51), chirurg en ontdekkingsreiziger

december
- 12 - Willem I (71), koning der Nederlanden

## Weerextremen in België
- 28 juni: laagste etmaalgemiddelde temperatuur ooit op deze dag: 10 °C.
- 12 november: laagste etmaalgemiddelde temperatuur ooit op deze dag: 0,3 °C.
- december: December met hoogste luchtdruk: 1031,5 hPa (normaal 1015,2 hPa).

Bron: KMI Gegevens Ukkel 1901-2003  met aanvullingen 